# Logique de Basho
La Logique de Basho (場所の論理, Basho no ronri) est un cadre philosophique développé par Kitarō Nishida, un éminent philosophe japonais et fondateur de l'école de Kyoto. Elle est considérée comme la « pierre angulaire de son système philosophique mature ».
Selon Nishida, la réalité ultime est le « néant absolu », source de potentiel et de créativité infinis, transcendant l'être et le non-être. Cela représente une rupture avec la philosophie occidentale traditionnelle.
Cette logique est abordée dans les livres An Inquiry into the Good et Intuition and Reflection in Self-Consciousness.

## Étymologie
Le terme « Basho no Ronri » est légèrement moins formel que « ronrigaku », qui désigne la logique formelle. Parfois, « Basho » est traduit par « topos  » ou « lieu ». Les termes Ba (場) et Basho (場所) ne désignent pas des espaces vides mais des espaces contenant des objets,.
Kitarō Nishida a utilisé le terme « Basho »— qui signifie « lieu » ou « topos » en japonais — pour la première fois en 1926.

## Voir également
- Kitarō Nishida
- École de Kyoto
- Philosophie occidentale
- Philosophie orientale